# Hexatriakontan
Hexatriakontan (CH3(CH2)34CH3) (sumární vzorec C36H74) je uhlovodík patřící mezi alkany, má 36 uhlíkových atomů v molekule.